# Mantuano

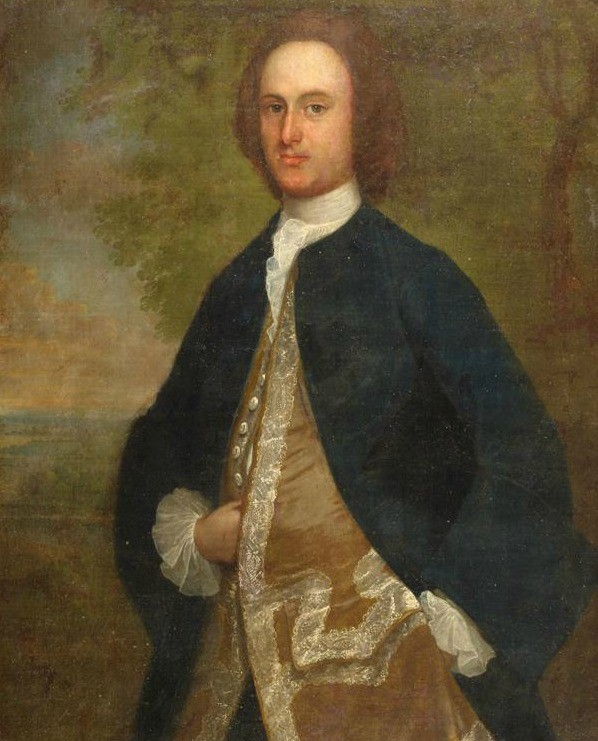
Juan Vicente Bolívar y Ponte, mantuano del.

Mantuano es una denominación con la que se conoció, primero en Caracas y luego en el resto de Venezuela, al blanco criollo perteneciente a la aristocracia local. El vocablo estuvo en uso desde el siglo XVIII hasta buena parte del siglo XIX. Los mantuanos escasamente sobrepasaban un centenar de cabezas de familia a fines del siglo XVIII.
Los mantuanos eran también llamados grandes cacaos, debido a que ellos se enriquecieron con el cultivo y comercialización del cacao. También se les daba el nombre de blancos criollos. Sin embargo, es de destacar que el nombre de blanco criollo solamente indica que una persona había nacido en América y era descendiente de españoles, mientras que la palabra mantuano hace referencia a los miembros de la élite local. Otros blancos que tenían también el mismo lugar de nacimiento y ancestros de origen español, como los blancos de orilla, no formaban parte del círculo mantuano.

## Origen del vocablo
La primera aparición por escrito de la palabra mantuano ocurrió el 5 de enero de 1752 en unos documentos relacionados con la insurrección de Juan Francisco de León, según el filólogo Ángel Rosenblat. Mantuano deriva de la palabra manto, y era una referencia al uso exclusivo de esa indumentaria, para cubrir la cabeza en los servicios religiosos, por parte de las señoras de los aristócratas caraqueños. Desde 1571 existía una disposición dentro de las Leyes de Indias que prohibía a otras mujeres, como las mulatas y negras, la utilización del manto.

## Posición del mantuano en la sociedad colonial
El surgimiento de los mantuanos como grupo se remonta al siglo XVI, como consecuencia de las cédulas, leyes y ordenanzas que concedían derechos y privilegios a los descendientes de los primeros conquistadores y pobladores españoles en Venezuela. Los mantuanos llegaron a ser dueños de grandes haciendas de cacao, tabaco, añil, café y caña de azúcar, de hatos de ganado, de propiedades urbanas, de minas (como las minas de cobre de Cocorote y de Aroa de los Bolívar) y hasta de flotas para el transporte de sus productos agrícolas (cómo fue el caso de las familias Toro y Pacheco). Además poseían esclavos. Algunas de las prerrogativas de los mantuanos fueron: bancos asignados a ellos en las iglesias, ser llevados en sillas gestatorias, uso del título de Don o de Doña, tener su escudo de armas colocado en el frente de sus casas, empleo de bastones, mantos, cadenas, sombrero y quitasoles.
A decir de Tulio Halperin Donghi, en su Historia Contempóranea de América Latina, luego de las reformas de Carlos III de finales del siglo XVIII que revalorizaron la importancia de las materias primas agrícolas, el valor de las exportaciones agrícolas venezolanas fue vez y media mayor al de las exportaciones de plata del Perú. Ello colocó la fortuna de los grandes terratenientes venezolanos entre las mayores de Hispanoamérica. A pesar de su poderío económico, sin embargo, los mantuanos sólo podían aspirar a ocupar puestos en el cabildo colonial, mientras que otros cargos políticos les estaban vedados. Dentro del sistema de castas colonial, los mantuanos estaban por debajo de los funcionarios de la Corona y de otros españoles residentes en Venezuela (los llamados blancos peninsulares). Como consecuencia, había una rivalidad entre los blancos peninsulares y los mantuanos.  Según señalaba Alejandro de Humboldt en 1802: "El más miserable peninsular, sin educación y sin cultivo de su entendimiento, se cree superior a los blancos nacidos en el Nuevo Continente (...) Los criollos prefieren que se los llame Americanos; y desde la Paz de Versalles, y especialmente después de 1789 se les oye decir muchas veces con orgullo: 'Yo no soy español, soy Americano'". El contrasentido de esta situación resultó causa de frustración profunda entre los mantuanos y se tradujo, como señalaba Humboldt, en una nueva valoración de su condición americana. 
Entre las principales familias mantuanas de Caracas se encontraban los Toro, los Tovar, los Mijares, los Bolívar, los Herrera, los Pacheco, los Ascanio, los Blanco, los Palacios, los Ibarra, los Ponte, los Gedler, los de la Madrid, los Ustáriz, los Lovera Otáñez, los Berroterán, los Ribas, los de la Vega, los Ariztiguieta y los de la Plaza. Un reducido grupo de familias dominantes que se casaban siempre entre sí, determinando una relación endogámica y un sentido de “gran familia”. Esta "gran familia", sin embargo, no se encontraba exenta de desavenencias internas. De hecho, los dos grupos familiares de mayor poder económico durante la colonia, mantuvieron una constante rivalidad entre sí. En palabras de Miguel María Lisboa: "No tiene solamente Venezuela sus mantuanos, sino como la antigua Venecia –a quien debe el nombre– tiene Castellani y Nicoletti. Desde tiempos antiguos existe rivalidad entre Toros y Tovares (...) Con el tiempo, esta rivalidad produjo distintos grupos; por lo que se ve, Toros, Herreras e Ibarras de una parte, y Tovares, Ribas y Blancos de otra; cada fracción fiel a su mundo e invisible estandarte". En igual sentido se expresaba Rufino Blanco Fombona: "La casa de los Condes de Tovar y la de los Marqueses del Toro rivalizan, se emulan como centros sociales y centros de cultura. En realidad se dividen el imperio". Algunas de estas familias obtuvieron títulos nobiliarios aptos para realzar su estatus social. En adición a los de marqueses del Toro y los condes de Tovar, encontramos también a los marqueses de Mijares, los condes de San Javier, los condes de la Granja, los marqueses del Valle de Santiago o los marqueses de Ustáriz.
Los mantuanos tenían relaciones conflictivas con otros grupos sociales como los blancos de orilla y los pardos. Los primeros veían de menos a los segundos, mientras los blancos de orilla y los pardos sentían antipatía hacia los mantuanos.

## Mantuanos en otras zonas de Venezuela
También otras regiones de Venezuela contaron con aristocracias locales identificadas como mantuanas. En Maracaibo, según el autor Kurt Nagel von Jess (en sus obras Algunas Familias Maracaiberas, 1969, y La Familia Lossada de Maracaibo, 2007) eran famosas las casas solariegas de familias mantuanas como la de los Lossada y Antúnez, localizada exactamente detrás de Catedral y la de los Troconis, diagonal a la misma; todas ellas con sus escudos de armas labrados en piedra. También existían las casas mantuanas de los Casanova de Iturraspe, Cortez y Pineda, los Antúnez Pacheco, Ramírez Rus, Gutiérrez de Celis, Urdaneta, Andrade y Osorio, entre otras. Existieron familias mantuanas de mucha tradición y abolengo: En Cumaná (las de los Sucre, los Maíz, los Alcalá, los Vallenilla, los Bermúdez, los Urbaneja o los Sánchez Ramírez de Arellano, entre otras); en Coro (las de los Urbina, Arcaya, Chirinos o Tellerías); en Barinas (la de los Pumar); en Carora (las de los Herrera, Oropeza, Zubillaga o Álvarez); en Perijá (las de los García, los Romero o los de la Vega); en La Cañada (la de los Rincón, los Boscán y los Urdaneta); y en la región andina (las de los Picón, Casanova de Iturraspe, Lares, Mendoza, Febres Cordero o Briceño). En Falcón, específicamente en la ciudad de Coro y en la península de Paraguaná quedan aún en pie las sólidas casonas de las familias Garcés, De la Colina Peredo, García de Quevedo, y Fernández de Lugo.

## Los mantuanos y la Independencia
El proceso de Independencia fracturó gravemente la unidad de los mantuanos en Caracas y en las distintas regiones del país. Mientras un sector respaldó a la Corona española, otro resultó factor fundamental para el logro de la emancipación. Este segundo grupo ofrendó sus títulos, sus privilegios coloniales, sus fortunas y en muchos casos sus vidas, al servicio de la libertad y de la creación de la República. Nombres como los de Simón Bolívar, Antonio José de Sucre, Rafael Urdaneta, José Félix Ribas, José Francisco Bermúdez, Diego Ibarra, Lino de Clemente, Mariano Montilla, Francisco Rodríguez del Toro, Fernando Rodríguez del Toro, Cristóbal Mendoza, Martín Tovar Ponte, Pedro Briceño Méndez, Antonio Nicolás Briceño, Francisco Javier Ustáriz, Ambrosio Plaza, Esteban Herrera Toro o Guillermo Palacios Bolívar, entre otros muchos, dan testimonio de ello.

## Representación de los mantuanos en la literatura venezolana
- Las lanzas coloradas (1931): novela de Arturo Uslar Pietri. Está ambientada en el periodo histórico de la Guerra a muerte. Los personajes principales son Fernando Fonta (mantuano dueño de una hacienda de caña) y Presentación Campos (mayordomo de Fernando Fonta).

- Los amos del valle (1979): novela de Francisco Herrera Luque en la que se narra la historia de Venezuela desde la conquista del Valle de Caracas hasta el bautizo de Simón Bolívar. El título de la obra hace referencia a las veinte familias mantuanas que regían Caracas desde el siglo XVII.